# Союз писателей Республики Татарстан
Сою́з писа́телей Респу́блики Татарста́н — общественная организация (творческий союз), объединяющая граждан, проживающих на территории Республики Татарстан и активно работающих в одной из областей литературного творчества, пишущих на татарском или на любом другом языке, а также лиц, проживающих за пределами Республики, внесших значительный вклад в татарскую литературу.
Основными целями Союза являются:
- пропаганда духовного наследия и литературы
- совершенствование профессионального мастерства писателей
- подготовка молодых талантов
- улучшение творческих и жилищно — бытовых условий писателей, повсеместная забота об их интересах
- укрепление межнациональной дружбы
- укрепление творческого сотрудничества с Союзом писателей России и другими писательскими организациями[3].

## История
25-29 июля 1934 года в Казани состоялся I Всетатарстанский съезд советских писателей. На нём с докладами о татарской советской литературе и её жанрах выступили Гумер Гали, Галимджан Нигмати, Риза Ишмурат, Карим Тинчурин, Фатих Карим. В дни работы съезда Президиум Центрального Исполнительного Комитета и Совет Народных Комиссаров Татарской АССР приняли специальное решение об улучшении творческих, культурных и бытовых условий советских писателей. 

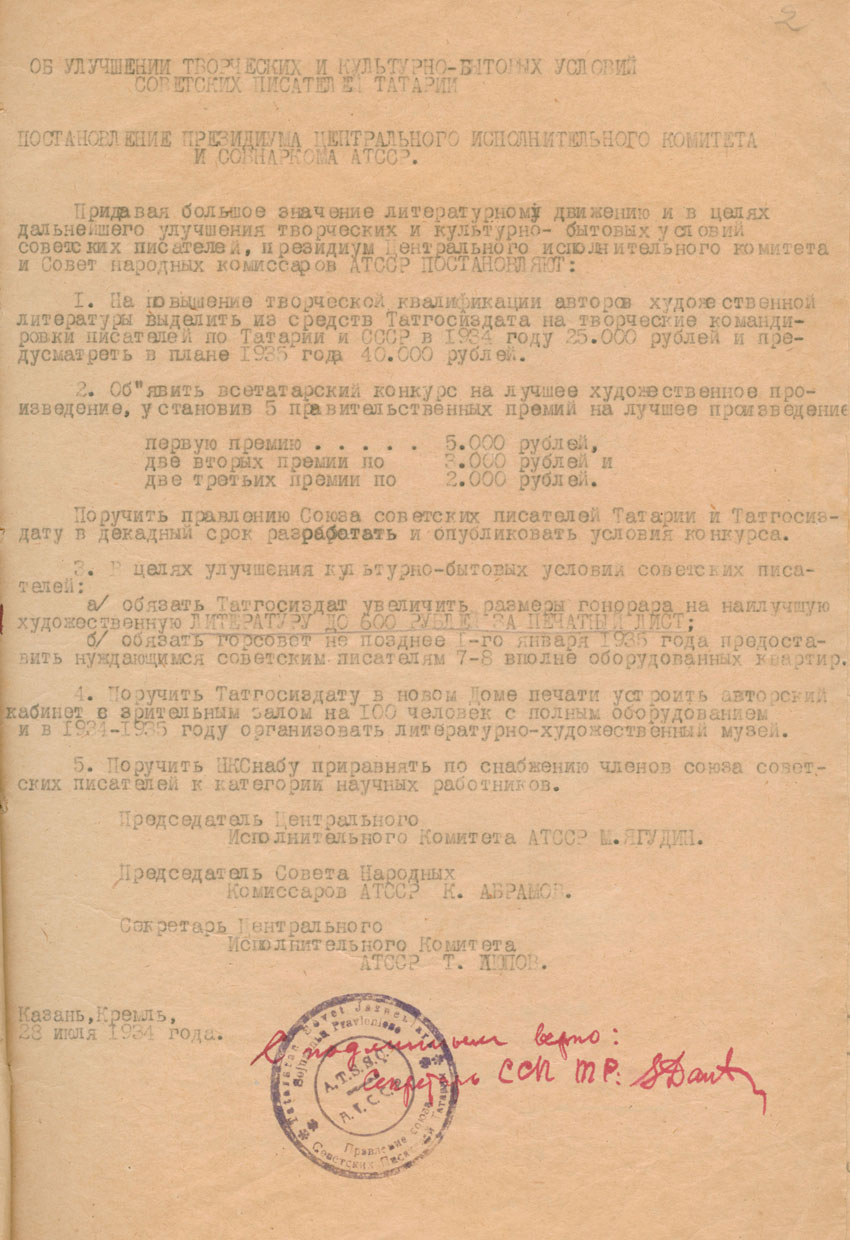
Постановление Президиума ЦИК и СНК АТССР «Об улучшении творческих и культурно-бытовых условий советских писателей в Татарии», 28.07.1934

Съезд избрал правление Союза советских писателей Татарстана: Карим Тинчурин, Гумер Гали, Гумер Тулумбай, Хасан Туфан, Лябиб Гыйльми и другие. На заседании правления Союза 29 июля 1934 года был избран председатель правления — Кави Наджми.
С 1934 года по 1937 год Союзом руководил Кави Наджми, в 1937 году — Мирсай Амир, с 1937 по 1938 год — Лябиб Гыйльми, с 1938 по 1939 год — И. Вахитов, с 1939 по 1942 год — Муса Джалиль, с 1942 по 1944 год — Тази Гиззат.
В Великой Отечественной войне участвовало 104 писателя Татарии, из них 31 человек погиб, в том числе: Муса Джалиль, Абдулла Алиш, Фатих Карим, Адель Кутуй, Нур Баян, Хайретдин Музай, Рахман Ильяс, Мухаммат Аблиев, Ал. Бендецкий, М. Вадут, Аитзяк Аитов, Хабра Рахман, Кашфи Басыров, Масгут Мустафин, Шамиль Гарай, Демьян Фатхи, Мансур Гаяз, Агзам Камал, Ахмет Гыймадов, Исхак Закиров, Исмагил Шафиев, Хамит Кави, Касим Вахит, Макс Гатау, Мухамметша Мамин, Мухаммат Ахметгалиев, Габдулла Галиев, Ахтям Аминов, Сулейман Мулюков, Л. Вали, Рахим Саттар. Особенно известен подвиг Героя Советского Союза Мусы Джалиля и его собратьев по перу, боровшихся в тылу врага.
С 1945 года по 1950 год Союзом руководил Ахмет Ерикей, с 1950 по 1953 год — Гариф Губай, с 1953 по 1958 год — Гумер Баширов, с 1958 по 1961 год — Афзал Шамов, с 1961 по 1968 год — Мирсай Амир, с 1968 по 1971 год — Ибрагим Гази, с 1971 по 1974 год — Заки Нури, с 1974 по 1984 год- Гариф Ахунов, с 1984 по 1989 год — Туфан Миннуллин, с 1989 — Ринат Мухамадиев.
Также Союзом руководили Фоат Галимуллин, Ильфак Ибрагимов. С 2012 года Союзом руководит Рафис Курбанов.
В период с 1934 по 2004 год состоялось 14 съездов татарстанских писателей. В эти годы около 700 писателей были членами Союза писателей Татарстана.

## Современное состояние
В Союзе работают творческие секции по прозе, поэзии, литературной критике, детской литературе, художественному переводу и русской литературе.
В городах Набережные Челны и Альметьевске работают отделения Союза писателей Татарстана. Члены Союза, кроме Татарстана, проживают и творят в Москве, республиках Башкортостан, Удмуртия, Мордовия, Чувашия, а также в Челябинской, Пермской, Ульяновской, Кировской, Тюменской и других областях Российской Федерации.